# Anaplectoides virens
Anaplectoides virens är en fjärilsart som beskrevs av Butler 1878. Anaplectoides virens ingår i släktet Anaplectoides och familjen nattflyn. Inga underarter finns listade i Catalogue of Life.